# Hypselecara
Рід налічує 2 види риб родини цихлові.

## Види
- Hypselecara coryphaenoides (Heckel 1840)
- Hypselecara temporalis (Günther 1862)